# Surin (provins)
Surin, (thai:  สุรินทร์) är en provins (changwat) i nordöstra Thailand. Provinsen hade år 2006 1 375 257 invånare på en areal av 8 124,1 km². Provinshuvudstaden är Surin.

## Administrativ indelning
Provinsen är indelad i 17 distrikt (amphoe). Distrikten är i sin tur indelade i 158 subdistrikt (tambon) och 2011 byar (muban). 